# Nathan Never
Nathan Never é uma série de histórias em quadrinhos italiana de ficção científica, criada por Michele Medda, Antonio Serra e Bepi Vigna, publicada mensalmente desde 1991 pela Sergio Bonelli Editore.

## Enredo
O personagem-título é um agente especial em um futuro próximo semi-distópico, onde o combate ao crime é compartilhado entre a polícia e agências de detetives corporativos, como a empregadora Agenzia Alfa, de Never.
Histórias tipicamente mesclam o crime urbano clássico, o noir e o drama, com incursões ocasionais em suspense político, terror de sobrevivência e space opera. Muitas histórias citam filmes clássicos de ficção científica e literatura, por exemplo, em nomes, locais, tecnologia, etc. As fontes primárias de inspiração são Blade Runner e a série da Fundação de Isaac Asimov.
Enquanto a maioria das tramas são auto-conclusivas dentro de uma ou duas questões, algumas histórias abrangem cinco, dez ou até vinte questões, como a busca da Alfa para capturar o arqui-vilão Aristóteles Skotos, a luta dos Mutantes para obter direitos iguais e a guerra da Terra. com as estações espaciais em rebelião sobre suprimentos de comida. A continuidade é um dos pilares da série, com os efeitos de histórias anteriores contabilizadas e consideradas em gráficos subseqüentes.

## No Brasil
Nathan Never foi lançado pela Editora Globo em novembro de 1991, cinco meses após seu lançamento na Itália, contudo, a revista foi publicada até junho de 1992, totalizando oito edições, em 1993, teve uma história publicada na revista especial Fumetti – O Melhor dos Quadrinhos Italianos, também publicado pela Editora Globo, em 2005,  a Ediouro publicou duas edições de Nathan Never e a Editora Mythos publicou uma história em Seleção Tex e os Aventureiros #1, em 2018, a editora relançou quatro volumes de Nathan Never no país. Em fevereiro de 2020, a Graphite Editora lançou uma campanha de financiamento coletivo para publicar a série. Devido a dificuldades financeira, acabou publicando somente o número um de suas série regular e um volume especial em tamanho maior, chamado Nathan Never Gigante, vindo a falir sem publicar os demais números. Em fevereiro de 2024, a Editora Futuro abriu campanha para nova publicação de Nathan Never no Brasil, vindo a publicar o volume seguinte da coleção da Graphite, com as histórias dos números 4, 5 6 italianos, o que se tornou muito controverso entre os leitores que preferiam o reinício da série.

### Editora Globo
- Nathan Never 001 - Agente Especial Alfa, nov/91
- Nathan Never 002 - O Monolito Negro, dez/91
- Nathan Never 003 - Operação Dragão, jan/92
- Nathan Never 004 - A Ilha da Morte, fev/92
- Nathan Never 005 - Força Invisível, mar/92
- Nathan Never 006 - Terror abaixo de Zero, abr/92
- Nathan Never 007 - A Zona Proibida, mai/92
- Nathan Never 008 - Os Homens-Sombra, jun/92

- FUMETTI, O Melhor dos Quadrinhos Italianos, Globo, Nov/1993 (nesta edição há uma história curta de Nathan Never)

### Editora Ediouro
- Nathan Never 1/2 - Abismo da memória, maio/05
- Nathan Never 2/2 - O Décimo Primeiro Mandamento, junho/05

### Mythos Editora
- Seleção Tex e os Aventureiros nº 1 (uma historia curta)[6]
- Nathan Never 001 - Os olhos de um estranho (maio de 2018)
- Nathan Never 002 - Inferno (junho de 2018)
- Nathan Never 003 - Fuzileiros do espaço (julho de 2018)
- Nathan Never 004 - A última batalha (outubro de 2018)

### Graphite Editora
- Nathan Never 001 - (setembro de 2020)
- Nathan Never Gigante: Futuro Duplo (janeiro de 2021)

### Editora Futuro
- Nathan Never 002 - (junho de 2024)